# Volby do Senátu Parlamentu České republiky 2020
Volby do Senátu Parlamentu České republiky se konaly v říjnu 2020. První kolo proběhlo 2. a 3. října současně s krajskými volbami s volební účastí 36,74 % a druhé se uskutečnilo 9. a 10. října s volební účastí 16,74 %. ČSSD obhajovala 10 mandátů, KDU-ČSL 5, ANO 3, Zelení, STAN a ODS 2, Senátor 21, Soukromníci a SLK po jednom mandátu. Již v červnu 2020 proběhly doplňovací volby v obvodu Teplice po úmrtí předsedy horní komory Jaroslava Kubery, v nichž zvítězil Hynek Hanza z ODS.

## Volební obvody
Volí se ve volebních obvodech s číslem dělitelným třemi:
č. 3 – Cheb • č. 6 – Louny • č. 9 – Plzeň-město • č. 12 – Strakonice • č. 15 – Pelhřimov • č. 18 – Příbram • č. 21 – Praha 5 • č. 24 – Praha 9 • č. 27 – Praha 1 • č. 30 – Kladno • č. 33 – Děčín • č. 36 – Česká Lípa • č. 39 – Trutnov • č. 42 – Kolín • č. 45 – Hradec Králové • č. 48 – Rychnov nad Kněžnou • č. 51 – Žďár nad Sázavou • č. 54 – Znojmo • č. 57 – Vyškov • č. 60 – Brno-město • č. 63 – Přerov • č. 66 – Olomouc • č. 69 – Frýdek-Místek • č. 72 – Ostrava-město • č. 75 – Karviná • č. 78 – Zlín • č. 81 – Uherské Hradiště

## Obsazení obvodů před volbami
| Strana | Strana                                                        | Ideologie                   | Předseda       | Mandáty | Pozn.   |
| ------ | ------------------------------------------------------------- | --------------------------- | -------------- | ------- | ------- |
|        | Česká strana sociálně demokratická                            | Sociální demokracie         | Jan Hamáček    | 10/27   |         |
|        | Křesťanská a demokratická unie – Československá strana lidová | Křesťanská demokracie       | Marian Jurečka | 6/27    | [ p 1 ] |
|        | Starostové a nezávislí                                        | Liberalismus Decentralizace | Vít Rakušan    | 4/27    | [ p 2 ] |
|        | ANO 2011                                                      | Populismus Centrismus       | Andrej Babiš   | 2/27    |         |
|        | Občanská demokratická strana                                  | Konzervatismus              | Petr Fiala     | 2/27    |         |
|        | Senátor 21                                                    | Liberalismus                | Václav Láska   | 2/27    | [ p 3 ] |
|        | Strana soukromníků České republiky                            | Konzervatismus              | Petr Bajer     | 1/27    |         |

## Predikce výsledků

### Předpovědi po prvním kole

#### Počet senátorů
| Zdroj         | Datum  | ČSSD          | ANO    | KDU-ČSL | ODS | STAN | Zelení | TOP 09 | Piráti | SEN 21 | Ostatní |   |     |
| ------------- | ------ | ------------- | ------ | ------- | --- | ---- | ------ | ------ | ------ | ------ | ------- | - | --- |
| Zdroj         | Datum  | Seznam Zprávy | 9. 10. | 1       | 1   | 3-4  | 6      | 8      | 0      | 2-3    | 1       | 1 | 1-3 |
| Seznam Zprávy | 9. 10. | 1             | 1      | 2-4     | 4-5 | 8-10 | 0-1    | 2-3    | 1      | 0-1    | 1-4     |   |     |
| Volby         |        | 0             | 1      | 3       | 5   | 11   | 0      | 2      | 1      | 2      | 2       |   |     |

## Celkové výsledky
|                        |                                                               |            |            |            |            |            |            |                |                |                |                |
| Strana                 | Strana                                                        | První kolo | První kolo | První kolo | Druhé kolo | Druhé kolo | Druhé kolo | Mandáty celkem | Mandáty celkem | Mandáty celkem | Mandáty celkem |
| Strana                 | Strana                                                        | Hlasy      | %          | Mand.      | Hlasy      | %          | Mand.      | Zvoleno        | Ost.           | Celkem         | ±              |
|                        | Občanská demokratická strana                                  | 140 293    | 14.07      | 0          | 82 377     | 18.23      | 5          | 5              | 13             | 18             | +3             |
|                        | Starostové a nezávislí                                        | 122 948    | 12.33      | 1          | 104 538    | 23.13      | 10         | 11             | 8              | 19             | +7             |
|                        | ANO 2011                                                      | 115 202    | 11.55      | 0          | 39 473     | 8.74       | 1          | 1              | 4              | 5              | -1             |
|                        | Křesťanská a demokratická unie – Československá strana lidová | 82 814     | 8.30       | 0          | 65 397     | 14.47      | 3          | 3              | 8              | 11             | -2             |
|                        | Česká strana sociálně demokratická                            | 81 105     | 8.13       | 0          | 18 175     | 4.02       | 0          | 0              | 3              | 3              | -10            |
|                        | Svoboda a přímá demokracie                                    | 60 284     | 6.04       | 0          | –          | –          | –          | 0              | 0              | 0              | 0              |
|                        | TOP 09                                                        | 46 575     | 4.67       | 0          | 33 938     | 7.51       | 2          | 2              | 3              | 5              | +2             |
|                        | Komunistická strana Čech a Moravy                             | 40 994     | 4.11       | 0          | –          | –          | –          | 0              | 0              | 0              | 0              |
|                        | Česká pirátská strana                                         | 36 717     | 3.69       | 0          | 18 804     | 4.61       | 1          | 1              | 1              | 2              | +1             |
|                        | Senátor 21                                                    | 32 884     | 3.30       | 0          | 25 071     | 5.55       | 2          | 2              | 1              | 3              | +1             |
|                        | Trikolóra hnutí občanů                                        | 25 609     | 2.57       | 0          | –          | –          | –          | 0              | 0              | 0              | 0              |
|                        | NEZÁVISLÍ                                                     | 17 244     | 1.73       | 0          | 7 479      | 1.66       | 0          | 0              | 0              | 0              | 0              |
|                        | Strana zelených                                               | 11 315     | 1.13       | 0          | 8 085      | 1.79       | 0          | 0              | 1              | 1              | -2             |
|                        | Strana soukromníků České republiky                            | 11 213     | 1.12       | 0          | 8 499      | 1.88       | 0          | 0              | 0              | 0              | -1             |
|                        | ZA OBČANY                                                     | 10 275     | 1.03       | 0          | 7 733      | 1.71       | 0          | 0              | 0              | 0              | 0              |
|                        | Svobodní                                                      | 9 297      | 0,93       | 0          | 8 433      | 1.87       | 1          | 1              | 0              | 1              | +1             |
|                        | Starostové a osobnosti pro Moravu                             | 7 778      | 0.78       | 0          | 8 723      | 1.93       | 0          | 0              | 0              | 0              | 0              |
|                        | Hradecký demokratický klub                                    | 7 445      | 0.75       | 0          | 15 138     | 3.35       | 1          | 1              | 0              | 1              | +1             |
|                        | Změna 2020                                                    | 7 056      | 0.71       | 0          | –          | –          | –          | 0              | 0              | 0              | 0              |
|                        | Alternativa pro nezávislé kandidáty                           | 5 901      | 0.59       | 0          | –          | –          | –          | 0              | 0              | 0              | 0              |
|                        | Česká pravice                                                 | 5 227      | 0.52       | 0          | –          | –          | –          | 0              | 0              | 0              | 0              |
|                        | Dobrá volba 2016                                              | 4 260      | 0.43       | 0          | –          | –          | –          | 0              | 0              | 0              | 0              |
|                        | Unie pro sport a zdraví                                       | 3 910      | 0.39       | 0          | –          | –          | –          | 0              | 0              | 0              | 0              |
|                        | Moravské zemské hnutí                                         | 2 970      | 0.30       | 0          | –          | –          | –          | 0              | 0              | 0              | 0              |
|                        | Iniciativa občanů                                             | 2 827      | 0.28       | 0          | –          | –          | –          | 0              | 0              | 0              | 0              |
|                        | SPOLEHNUTÍ                                                    | 2 547      | 0.26       | 0          | –          | –          | –          | 0              | 0              | 0              | 0              |
|                        | Volba pro kraj                                                | 2 334      | 0.23       | 0          | –          | –          | –          | 0              | 0              | 0              | 0              |
|                        | PRO Zdraví a Sport                                            | 2 308      | 0.23       | 0          | –          | –          | –          | 0              | 0              | 0              | 0              |
|                        | PÍSEK SOBĚ                                                    | 1 898      | 0.19       | 0          | –          | –          | –          | 0              | 0              | 0              | 0              |
|                        | Severočeši.cz                                                 | 1 645      | 0.16       | 0          | –          | –          | –          | 0              | 1              | 1              | 0              |
|                        | Lepší sever                                                   | 1 153      | 0.12       | 0          | –          | –          | –          | 0              | 0              | 0              | 0              |
|                        | Marek Hilšer do Senátu                                        | 916        | 0.09       | 0          | –          | –          | –          | 0              | 1              | 1              | 0              |
|                        | CESTA                                                         | 742        | 0.07       | 0          | –          | –          | –          | 0              | 0              | 0              | 0              |
|                        | Nezávislá iniciativa                                          | 725        | 0.07       | 0          | –          | –          | –          | 0              | 0              | 0              | 0              |
|                        | Jednotní – alternativa pro patrioty                           | 639        | 0.06       | 0          | –          | –          | –          | 0              | 0              | 0              | 0              |
|                        | Národ Sobě                                                    | 554        | 0.06       | 0          | –          | –          | –          | 0              | 0              | 0              | 0              |
|                        | Demokratická strana zelených – Za práva zvířat                | 508        | 0.05       | 0          | –          | –          | –          | 0              | 0              | 0              | 0              |
|                        | Aliance národních sil                                         | 257        | 0.03       | 0          | –          | –          | –          | 0              | 0              | 0              | 0              |
|                        | Moravská a Slezská pirátská strana                            | 236        | 0.02       | 0          | –          | –          | –          | 0              | 0              | 0              | 0              |
|                        | Radostné Česko                                                | 236        | 0.02       | 0          | –          | –          | –          | 0              | 0              | 0              | 0              |
|                        | Nezávislí kandidáti                                           | 26,119     | 2.61       | 0          | –          | –          | –          | 0              | 4              | 4              | 0              |
|                        | Neplatné hlasy                                                | 24,527     | –          | –          | 1,812      | –          | –          | –              | –              | –              | –              |
| Celkem                 | Celkem                                                        | 1,021,788  | 100        | 1          | 453,675    | 100        | 26         | 27             | 54             | 81             | 0              |
| Voliči v seznamu/účast | Voliči v seznamu/účast                                        | 2,815,827  | 36.29      | –          | 2,711,956  | 16.74      | –          | –              | –              | –              | –              |
| Zdroj: Volby.cz        |                                                               |            |            |            |            |            |            |                |                |                |                |

| \| Hlasy (1. kolo) \| Hlasy (1. kolo) \| Hlasy (1. kolo) \| Hlasy (1. kolo) \| Hlasy (1. kolo) \| \| --------------- \| --------------- \| --------------- \| --------------- \| --------------- \| \| \| \| \| \| \| \| ODS \| ODS \| \| 14,1 % \| 14,1 % \| \| STAN \| STAN \| \| 12,3 % \| 12,3 % \| \| ANO \| ANO \| \| 11,6 % \| 11,6 % \| \| KDU-ČSL \| KDU-ČSL \| \| 8,3 % \| 8,3 % \| \| ČSSD \| ČSSD \| \| 8,1 % \| 8,1 % \| \| SPD \| SPD \| \| 6,0 % \| 6,0 % \| \| TOP 09 \| TOP 09 \| \| 4,7 % \| 4,7 % \| \| KSČM \| KSČM \| \| 4,1 % \| 4,1 % \| \| Piráti \| Piráti \| \| 3,7 % \| 3,7 % \| \| SEN 21 \| SEN 21 \| \| 3,3 % \| 3,3 % \| \| ostatní \| ostatní \| \| 23,8 % \| 23,8 % \| |         |  |        |        |
| Hlasy (1. kolo) |         |  |        |        |
| |         |  |        |        |
| ODS | ODS     |  | 14,1 % | 14,1 % |
| STAN | STAN    |  | 12,3 % | 12,3 % |
| ANO | ANO     |  | 11,6 % | 11,6 % |
| KDU-ČSL | KDU-ČSL |  | 8,3 %  | 8,3 %  |
| ČSSD | ČSSD    |  | 8,1 %  | 8,1 %  |
| SPD | SPD     |  | 6,0 %  | 6,0 %  |
| TOP 09 | TOP 09  |  | 4,7 %  | 4,7 %  |
| KSČM | KSČM    |  | 4,1 %  | 4,1 %  |
| Piráti | Piráti  |  | 3,7 %  | 3,7 %  |
| SEN 21 | SEN 21  |  | 3,3 %  | 3,3 %  |
| ostatní | ostatní |  | 23,8 % | 23,8 % |

| \| Hlasy (2. kolo) \| Hlasy (2. kolo) \| Hlasy (2. kolo) \| Hlasy (2. kolo) \| Hlasy (2. kolo) \| \| --------------- \| --------------- \| --------------- \| --------------- \| --------------- \| \| \| \| \| \| \| \| STAN \| STAN \| \| 23,1 % \| 23,1 % \| \| ODS \| ODS \| \| 18,2 % \| 18,2 % \| \| KDU-ČSL \| KDU-ČSL \| \| 14,5 % \| 14,5 % \| \| ANO \| ANO \| \| 8,7 % \| 8,7 % \| \| TOP 09 \| TOP 09 \| \| 7,5 % \| 7,5 % \| \| SEN 21 \| SEN 21 \| \| 5,6 % \| 5,6 % \| \| Piráti \| Piráti \| \| 4,6 % \| 4,6 % \| \| ČSSD \| ČSSD \| \| 4,0 % \| 4,0 % \| \| HDK \| HDK \| \| 3,4 % \| 3,4 % \| \| ostatní \| ostatní \| \| 10,4 % \| 10,4 % \| |         |  |        |        |
| Hlasy (2. kolo) |         |  |        |        |
| |         |  |        |        |
| STAN | STAN    |  | 23,1 % | 23,1 % |
| ODS | ODS     |  | 18,2 % | 18,2 % |
| KDU-ČSL | KDU-ČSL |  | 14,5 % | 14,5 % |
| ANO | ANO     |  | 8,7 %  | 8,7 %  |
| TOP 09 | TOP 09  |  | 7,5 %  | 7,5 %  |
| SEN 21 | SEN 21  |  | 5,6 %  | 5,6 %  |
| Piráti | Piráti  |  | 4,6 %  | 4,6 %  |
| ČSSD | ČSSD    |  | 4,0 %  | 4,0 %  |
| HDK | HDK     |  | 3,4 %  | 3,4 %  |
| ostatní | ostatní |  | 10,4 % | 10,4 % |

## Výsledky dle volebních obvodů

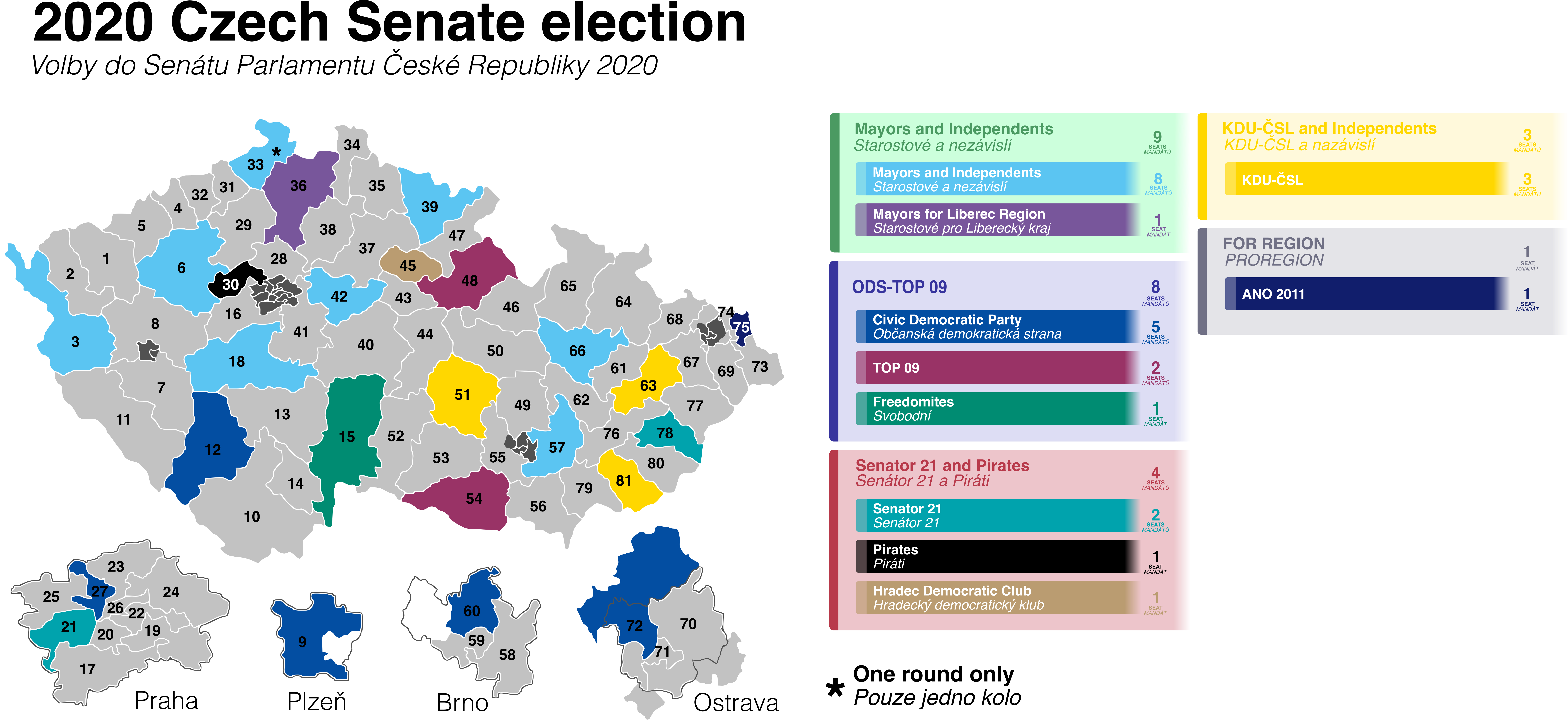
Výsledky ve volebních obvodech. Světle šedě jsou označeny obvody, ve kterých se v roce 2020 nevolilo.

### Souhrnně
| Obvod               | Předchozí volby     | Předchozí volby | Předchozí volby     | Volby 2020 | Volby 2020         | Volby 2020          |
| Obvod               | Strana              | Strana          | Senátor             | Strana     | Strana             | Senátor             |
| ------------------- | ------------------- | --------------- | ------------------- | ---------- | ------------------ | ------------------- |
| Cheb                |                     | ČSSD            | Miroslav Nenutil    |            | STAN               | Miroslav Plevný     |
| Kolín               | Emilie Třísková     | ČSSD            | Pavel Kárník        |            | STAN               |                     |
| Vyškov              | Ivo Bárek           | ČSSD            | Karel Zitterbart    |            | STAN               |                     |
| Rychnov nad Kněžnou | Miroslav Antl       | ČSSD            |                     | TOP 09     | Jan Grulich        |                     |
| Znojmo              | Pavel Štohl         | ČSSD            | Tomáš Třetina       | TOP 09     |                    |                     |
| Karviná             | Radek Sušil         | ČSSD            |                     | ANO        | Ondřej Feber       |                     |
| Strakonice          | Karel Kratochvíle   | ČSSD            |                     | ODS        | Tomáš Fiala        |                     |
| Kladno              | Jiří Dienstbier ml. | ČSSD            |                     | Piráti     | Adéla Šípová       |                     |
| Pelhřimov           | Milan Štěch         | ČSSD            |                     | Svobodní   | Jaroslav Chalupský |                     |
| Hradec Králové      | Jaroslav Malý       | ČSSD            |                     | HDK        | Jan Holásek        |                     |
| Praha 1             |                     | KDU-ČSL         | Václav Hampl        |            | ODS                | Miroslava Němcová   |
| Brno-město          | Zdeněk Papoušek     | KDU-ČSL         | Roman Kraus         |            | ODS                |                     |
| Olomouc             | Alena Šromová       | KDU-ČSL         |                     | STAN       | Marek Ošťádal      |                     |
| Frýdek-Místek       | Jiří Carbol         | KDU-ČSL         | Helena Pešatová     | STAN       |                    |                     |
| Žďár nad Sázavou    | František Bradáč    | KDU-ČSL         |                     | KDU-ČSL    | Josef Klement      |                     |
| Praha 9             |                     | STAN            | David Smoljak       |            | STAN               | David Smoljak       |
| Děčín               | Zbyněk Linhart      | STAN            | Zbyněk Linhart      |            | STAN               |                     |
| Česká Lípa          | Jiří Vosecký        | STAN            | Jiří Vosecký        |            | STAN               |                     |
| Trutnov             | Jan Sobotka         | STAN            | Jan Sobotka         |            | STAN               |                     |
| Louny               |                     | ANO             | Zdeňka Hamousová    |            | STAN               | Ivo Trešl           |
| Ostrava-město       | Peter Koliba        | ANO             |                     | ODS        | Ondřej Šimetka     |                     |
| Plzeň-město         |                     | ODS             | Lumír Aschenbrenner |            | ODS                | Lumír Aschenbrenner |
| Příbram             | Jiří Burian         | ODS             |                     | STAN       | Petr Štěpánek      |                     |
| Praha 5             |                     | Zelení          | Václav Láska        |            | SEN 21             | Václav Láska        |
| Přerov              | Jitka Seitlová      | Zelení          |                     | KDU-ČSL    | Jitka Seitlová     |                     |
| Zlín                |                     | SEN 21          | Tomáš Goláň         |            | SEN 21             | Tomáš Goláň         |
| Uherské Hradiště    |                     | Soukromníci     | Ivo Valenta         |            | KDU-ČSL            | Josef Bazala        |

## Složení Senátu po volbách

Obsazení senátních obvodů po volbách.

|        |                                          |         |     |
| Strana | Strana                                   | Mandáty | ±   |
|        | Starostové a nezávislí                   | 19/81   | ▲7  |
|        | Občanská demokratická strana             | 18/81   | ▲3  |
|        | KDU-ČSL                                  | 11/81   | ▼2  |
|        | TOP 09                                   | 5/81    | ▲2  |
|        | ANO 2011                                 | 5/81    | ▼1  |
|        | Česká strana sociálně demokratická       | 3/81    | ▼10 |
|        | Senátor 21                               | 3/81    | ▲1  |
|        | Česká pirátská strana                    | 2/81    | ▲1  |
|        | Strana zelených                          | 1/81    | ▼2  |
|        | Svobodní                                 | 1/81    | ▲1  |
|        | Hradecký demokratický klub               | 1/81    | ▲1  |
|        | Ostravak                                 | 1/81    | ▬0  |
|        | Severočeši.cz                            | 1/81    | ▬0  |
|        | Nestraníci                               | 1/81    | ▬0  |
|        | Marek Hilšer do Senátu                   | 1/81    | ▬0  |
|        | Spojení demokraté – Sdružení nezávislých | 1/81    | ▬0  |
|        | OBČANÉ SPOLU – NEZÁVISLÍ                 | 1/81    | ▬0  |
|        | Hnutí pro Prahu 11                       | 1/81    | ▬0  |
|        | Občané patrioti                          | 1/81    | ▬0  |
|        | nezávislí kandidáti                      | 4/81    | ▬0  |
| Zdroj: |                                          |         |     |